# Asterobemisia paveli
Asterobemisia paveli es un hemíptero de la familia Aleyrodidae, con una subfamilia: Aleyrodinae.
Fue descrita científicamente por primera vez por Zahradnik en 1961.